# Лещидул-Дзялкі
Лещидул-Дзялкі (пол. Leszczydół-Działki) — село в Польщі, у гміні Вишкув Вишковського повіту Мазовецького воєводства.
У 1975-1998 роках село належало до Остроленцького воєводства.